# Seznam jezer v Zambii
Seznam jezer v Zambii (anglicky jezero - lake). Tabulka obsahuje přehled jezer v Zambii s plochou přes 100 km².

## Největší jezera
| název         | rozloha km² | délka km | šířka km | hloubka m | nadmořská výška m | provincie        |
| ------------- | ----------- | -------- | -------- | --------- | ----------------- | ---------------- |
| Bangweulu     | 15000       | 80       | 41       | 10        | 1158,0            | Severní, Luapula |
| Tanganika     | 2700        | ...      | ...      | ...       | 773,0             | Severní          |
| Mweru         | 2500        | ...      | ...      | ...       | 917,0             | Luapula          |
| Mweru Wantipa | 1500        | 65       | 20       | 5         | 932,0             | Severní          |